# Терманы
Терманы (карел. Termua) — деревня в составе Паданского сельского поселения Медвежьегорского района Республики Карелия Российской Федерации.

## Общие сведения
Расположена на берегу залива озера Сегозеро.
В деревне находится памятник архитектуры — деревянная часовня Георгия Победоносца (XIX век).

## Население
| 2002 | 2010 | 2013 |
| ---- | ---- | ---- |
| 25   | ↘17  | →17  |

Основную часть населения деревни составляют карелы (80 %, 2002 год).

## Улицы
- ул. Октябрьская